# Puya roseana
Espèce
Classification phylogénétique
Statut de conservation UICN

 CR  : 
En danger critique
Puya roseana est une espèce de plante de la famille des Bromeliaceae, endémique d'Équateur.